# Megaselia labrosa
Megaselia labrosa är en tvåvingeart som beskrevs av Borgmeier 1963. Megaselia labrosa ingår i släktet Megaselia och familjen puckelflugor. Inga underarter finns listade i Catalogue of Life.